# Viktor Vovk
Viktor Vovk, slovenski pravnik in planinski pisatelj, * 19. februar 1893, Trst, † 10. oktober 1968, Ljubljana.

## Življenje in delo
Vovk je v letih 1911–1914 v Pragi študiral pravo in od 1918–1919 v Zagrebu, kjer je 1919 tudi doktoriral; med 1. svetovno vojno je bil v avstrijski vojski. Že med študijem je delal v različnih uradih v Trstu, ko pa ni dobil redne zaposlitve, je odšel v Ljubljano, bil 1920–1922 pripravnik, po izpitu do 1923 sodnik pri višjem deželnem sodišču, 1923–1927 odvetniški kandidat in  1927–1945 samostojni odvetnik. V okupirani Ljubljani je 1941–1945 sodeloval z OF. Po osvoboditvi 1945 je bil najprej sodnik Višjega sodišča v Trstu, 1945–1947 Višjega sodišča za Slovensko primorje v Postojni, 1947–1952 Višjega sodišča v Kopru, tu 1952–1954 predsednik Okrožne javne arbitraže, od 1954 Okrožnega gospodarskega sodišča in 1961 upokojen. 
Za planinstvo se je vnel že v dijaških letih in nato temeljito spoznal slovensko in sosednje gorovje in hribovje. Po vrnitvi v Trst 1911 je bil član tamkajšnje podružnice SPD, po prihodu v Ljubljano 1920–1945 večkrat v osrednjem odboru SPD (tudi tajnik Plan. društva Lj. — matica). Leta 1945 je ustanovil podružnico v Postojni (predsednik do 1947) in 1948 v Kopru. Bil je tudi član organizacij Club alpino italiano in Società alpina Friulana. V Kopru se je posvetil pisanju o slovenskih gorah. Veliko se je ukvarjal s toponomastiko in z ljudsko geografijo, h kateri ga je vabil R. Badjura, kakor tudi s slovensko zgodovino na obeh straneh meje.
Članke je objavljal v Planinskem vestniku, npr.: Slavnik in njegova okolica (1958), Grossvenediger (1959), Karnijske Alpe in Karnija (1960), Dr. A. Gradnik — 80 let (1962), V Bellunskih gorah (1964), Prigorje Karnijskih Alp (1966), Alpinizem v naši soseščini (1967). Spisi so vzbujali pozornost zaradi razgledanosti, dokumentarnosti in snovi same, saj je odkrival manj znane probleme na »šivu«, na stičju dveh različnih svetov. Ker so ga vsestransko zanimale slovenska omika, zavest in eksistenca na zahodni in severni slovenski meji, se je v svojem zadnjem desetletju strastno posvetil raziskovanju slovenskih korenin od Tablje do Lendave, od Kobanskega do Devina, v Kamiji in na Koroškem. V Planinskem vestniku je tudi poročal o novi planinski literaturi, zlasti italijanski.

## Odlikovanja
Za svoje delo je prejel dve odlikovanji:
- red dela z zlatim vencem (1956)
- zlati znak PZS (1958)